# Castel Ivano (comune)
Castel Ivano (Castèl Ivàn in dialetto trentino) è un comune italiano di 3 280 abitanti della provincia autonoma di Trento in Trentino-Alto Adige.
Il comune è nato il 1º gennaio 2016 a seguito della fusione dei comuni di Strigno, Spera e Villa Agnedo, ai quali si è aggiunto anche Ivano Fracena con incorporazione dal 1º luglio dello stesso anno. Si tratta di un comune sparso, con la sede comunale posta nella frazione di Strigno. Per numero di abitanti è il secondo comune della Comunità Valsugana e Tesino.

## Geografia fisica
Il comune di Castel Ivano si sviluppa sul versante meridionale della catena del Lagorai, sulla sinistra orografica del torrente Maso e lungo le pendici occidentali del Monte Lefre. Si trova nella parte orientale della Valsugana, nel punto di biforcazione tra il percorso principale della valle e le vie d'accesso all'Altopiano del Tesino.
Il territorio si sviluppa in altitudine dalle vette del Lagorai sud-orientale, nello specifico quelle del gruppo di Rava-Cima d'Asta, scendendo fino al fondovalle percorso dal fiume Brenta, per poi risalire lungo i ripidi versanti settentrionali delle Prealpi Venete fino allo spartiacque al confine con l'Altopiano dei Sette Comuni in provincia di Vicenza.
L'idrografia del territorio è dominata dallo scorrere del fiume Brenta nel fondovalle, che separa i principali centri abitati dalla località Oltrebrenta, l'unica a svilupparsi sulla destra idrografica del fiume. Altro importante corso d'acqua è il torrente Chieppena, affluente di sinistra del Brenta, che scorre nel territorio comunale da nord a sud separando le frazioni di Tomaselli, Strigno, Spera e Villa (alla sua destra) da Ivano-Fracena e Agnedo (alla sinistra).

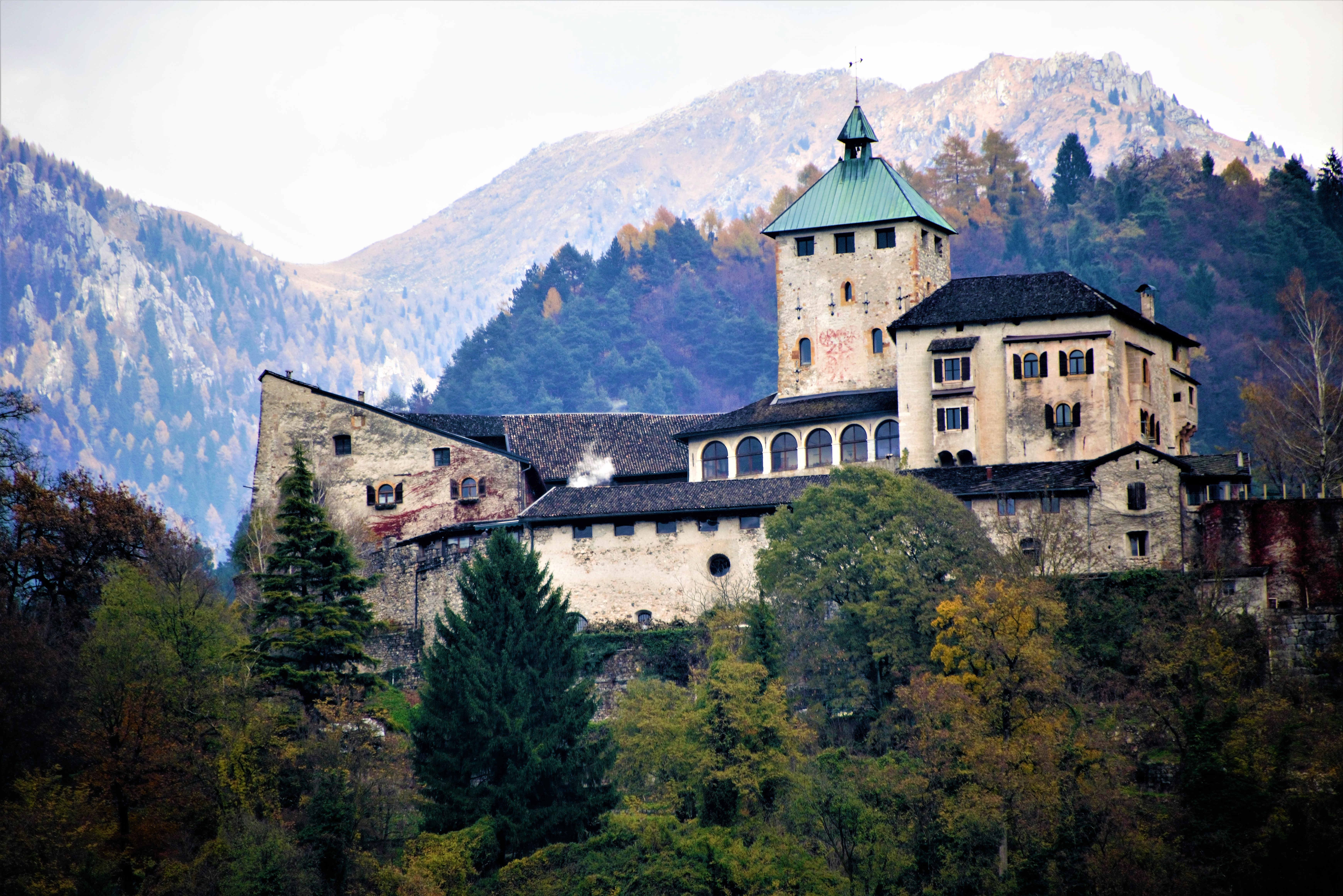
Castel Ivano

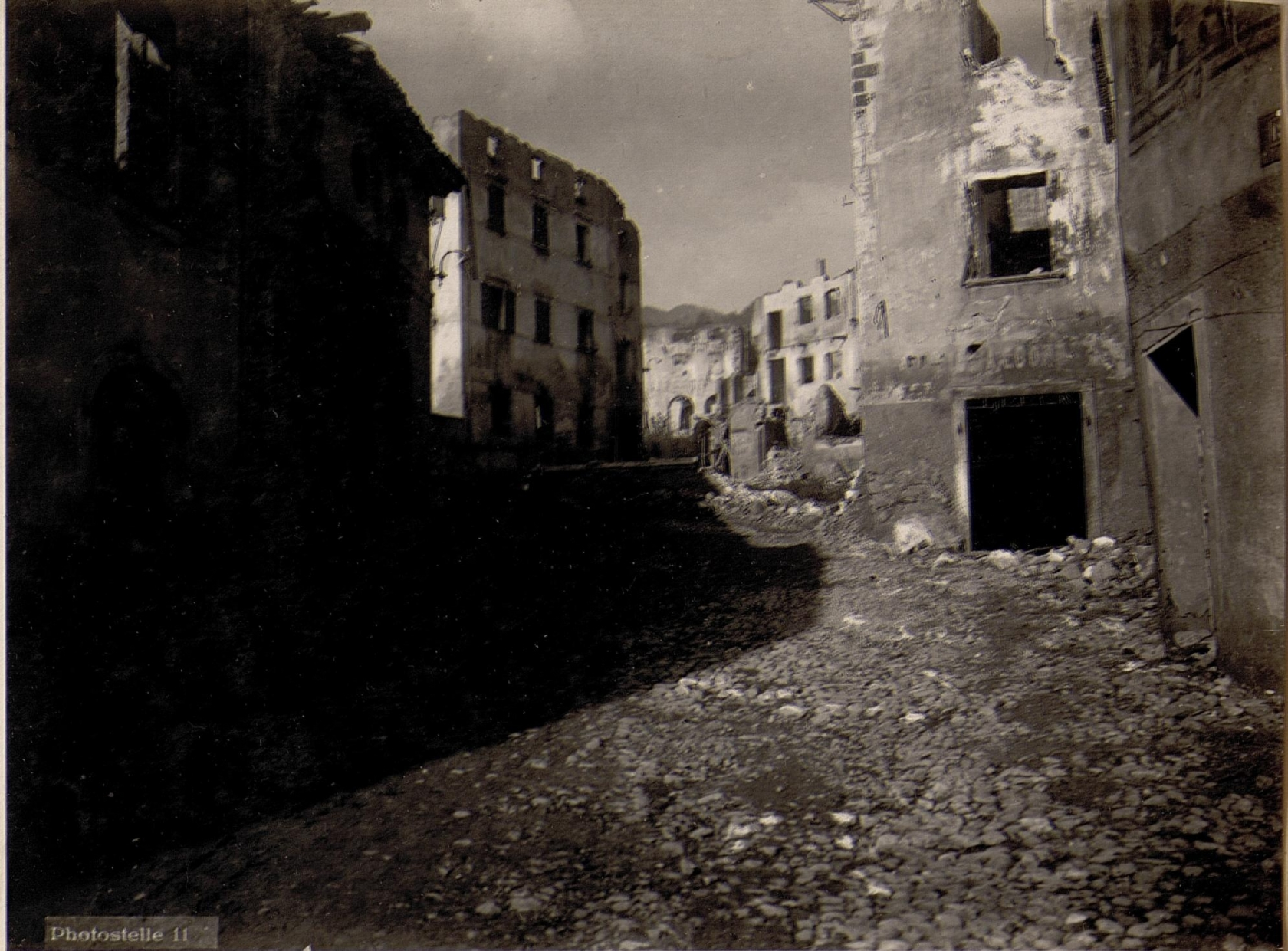
Strigno durante la prima guerra mondiale

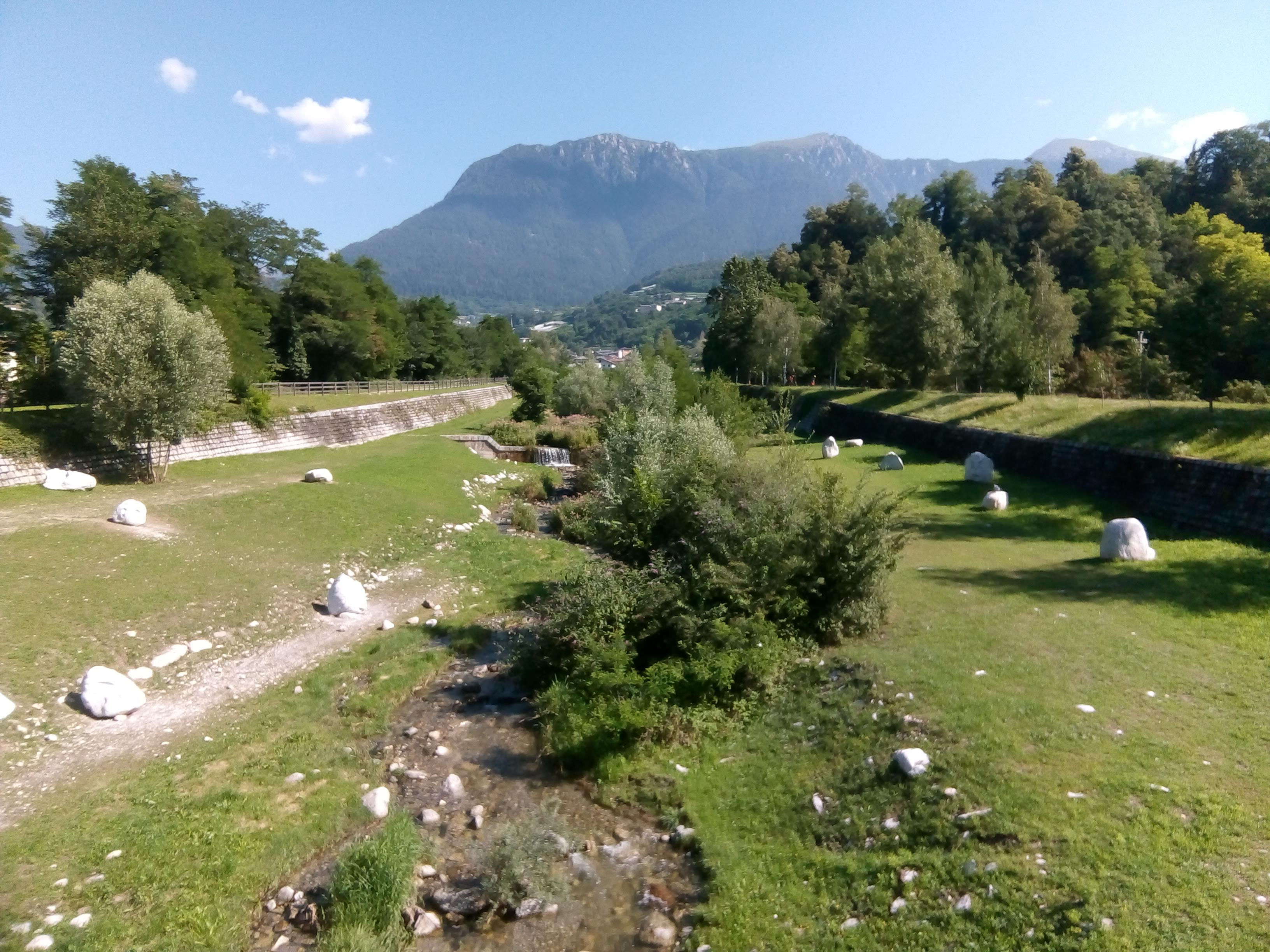
Parco Pietre d'Acqua.

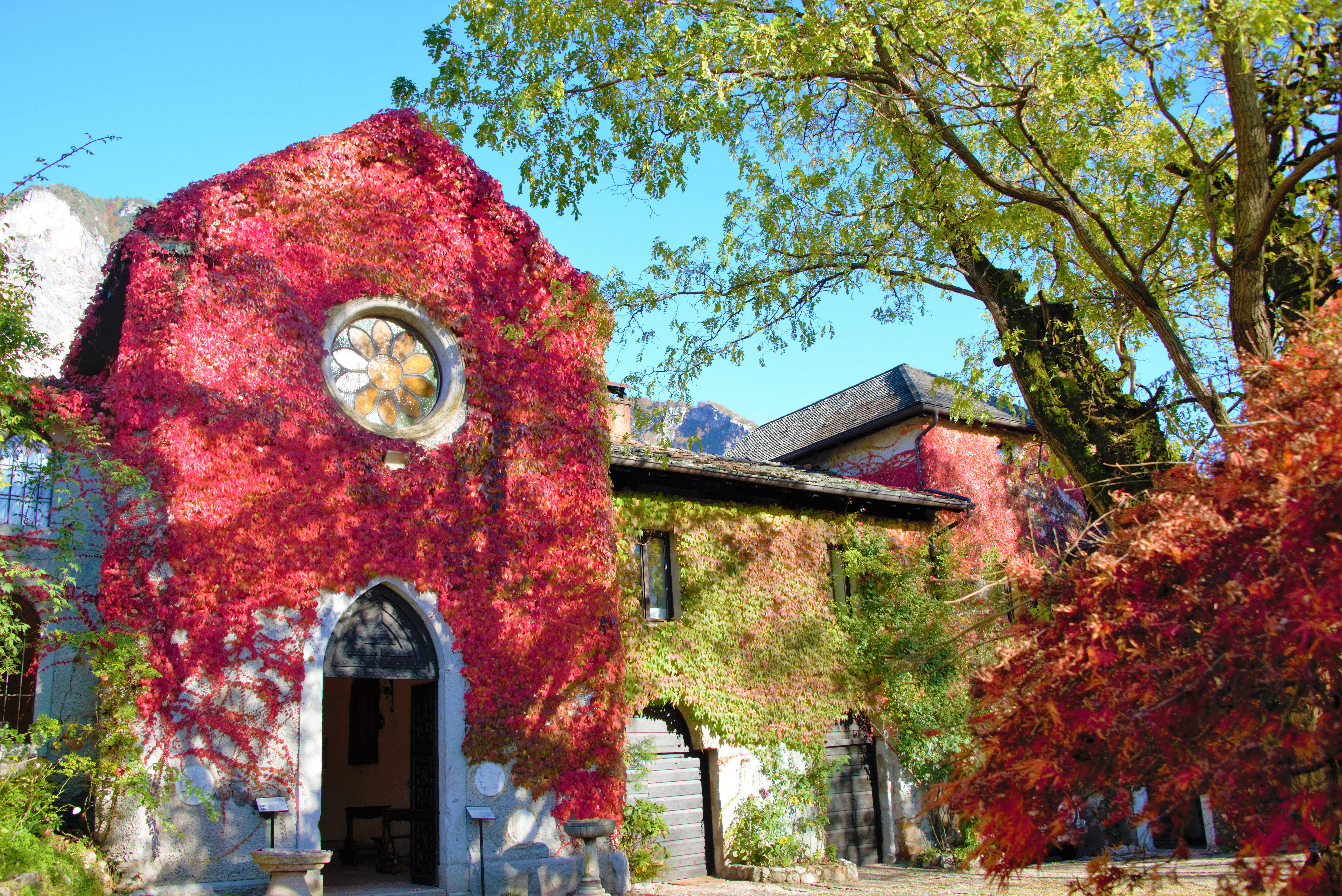
Cappella di San Giovanni Battista

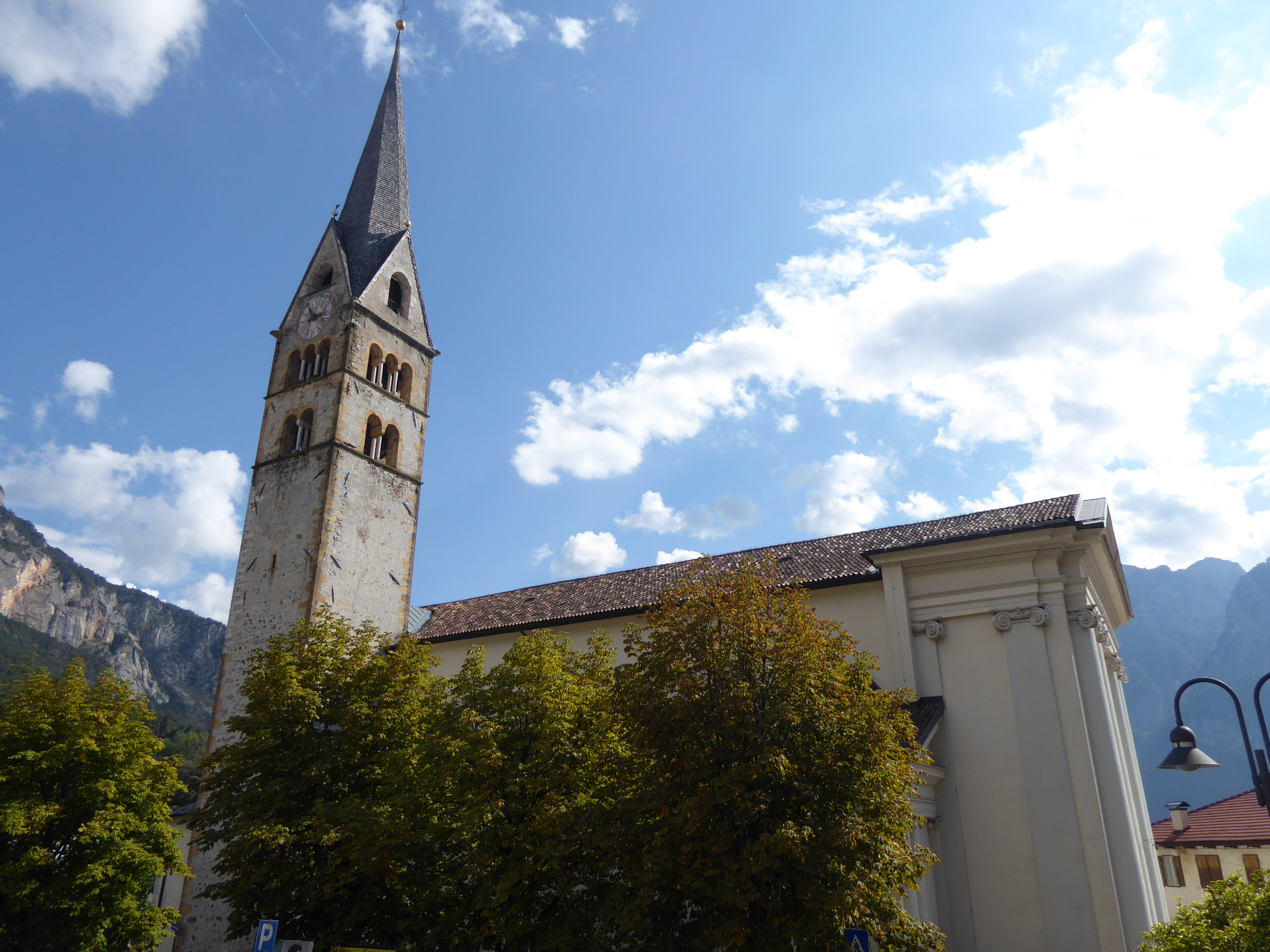
Chiesa dell'Immacolata

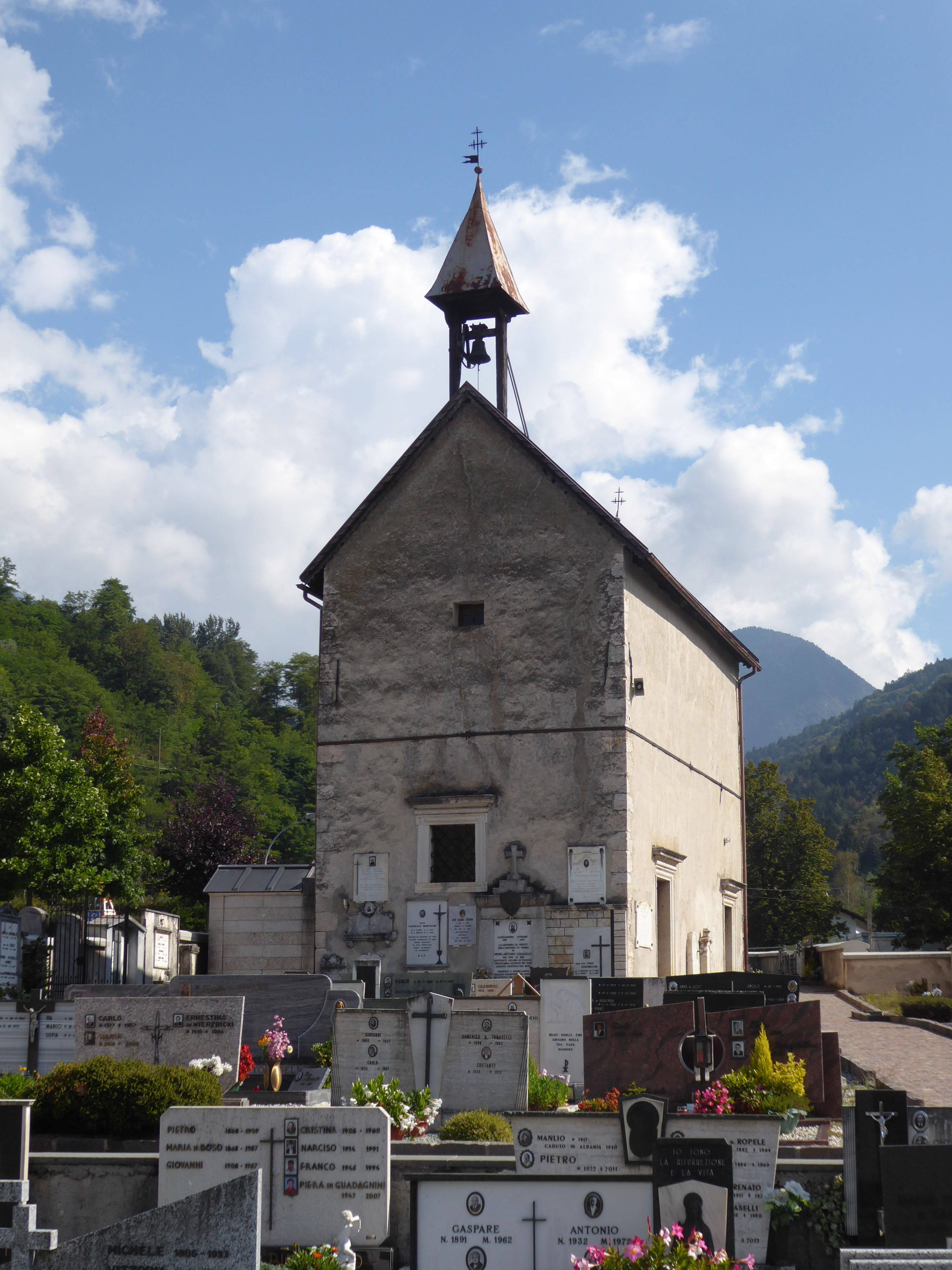
Chiesa della Madonna di Loreto.

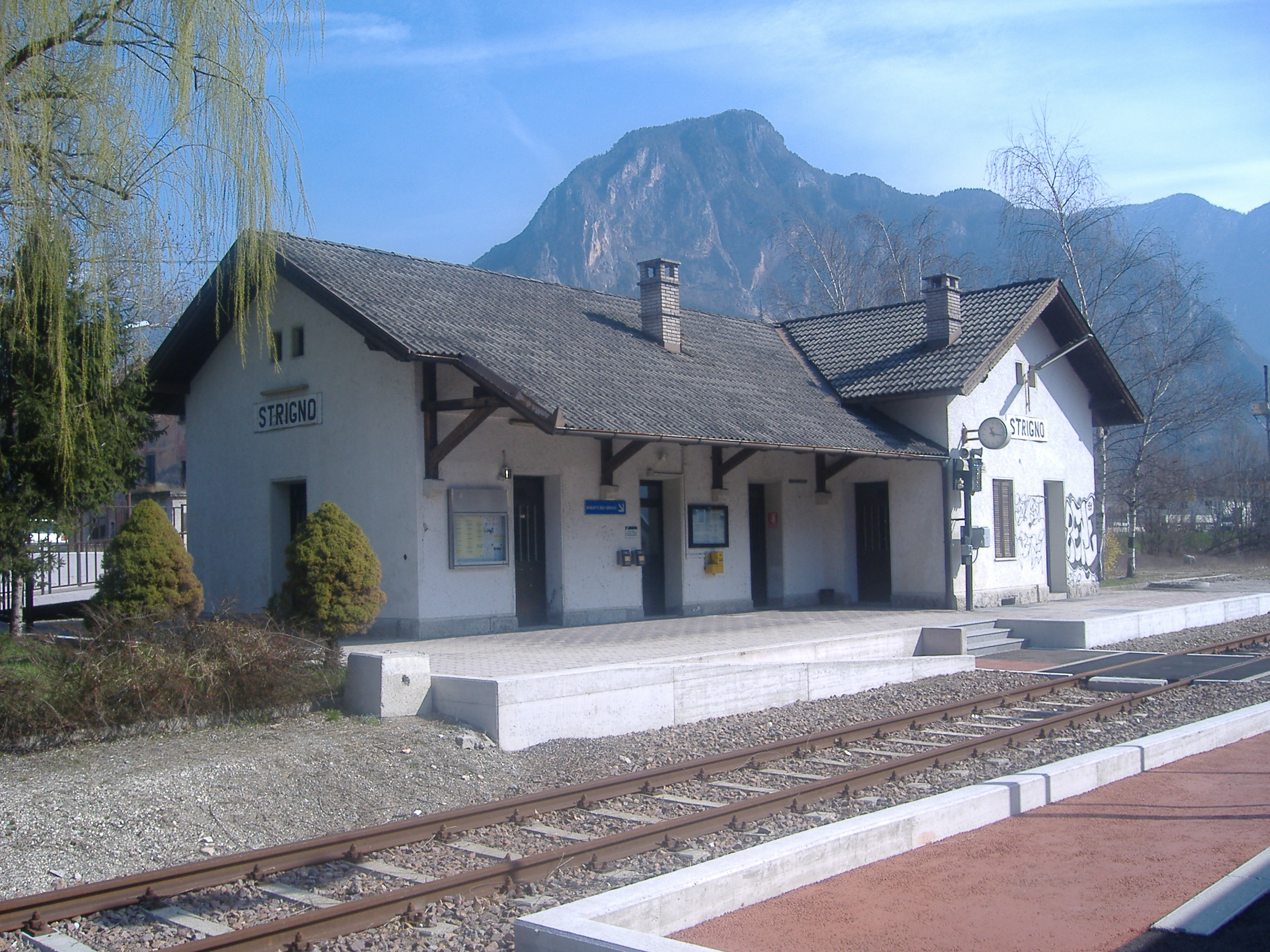
Stazione ferroviaria.

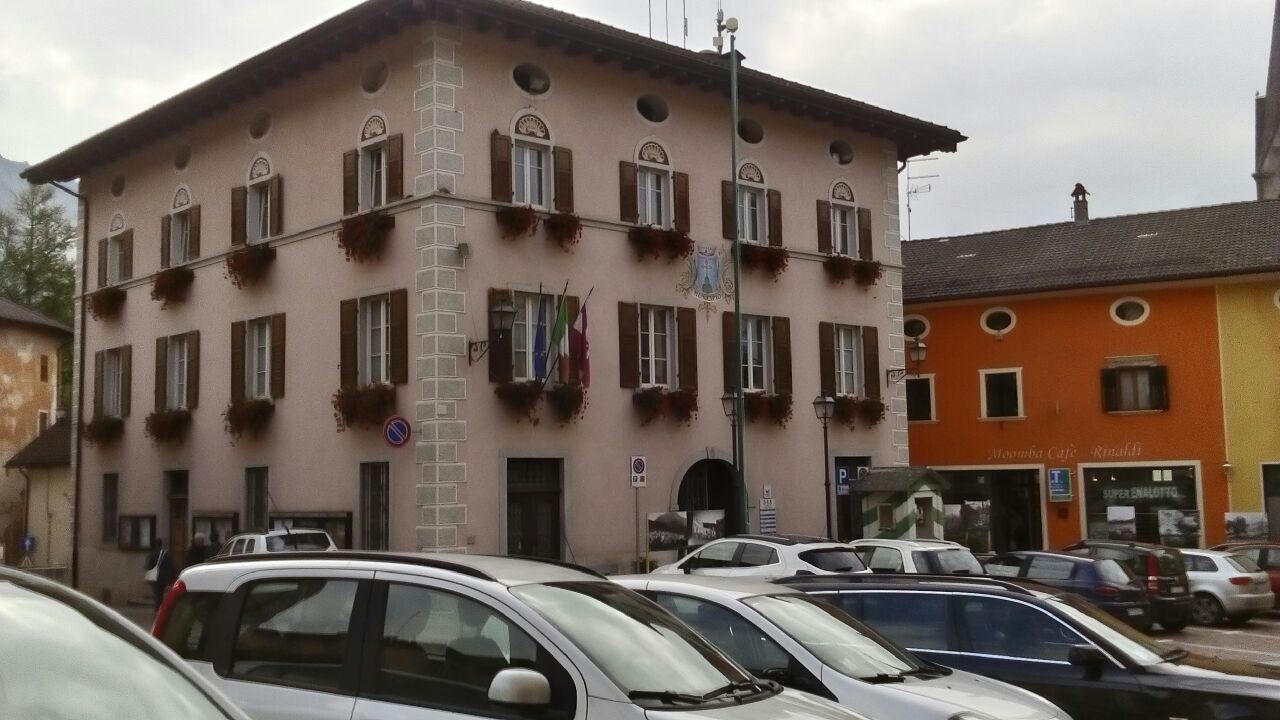
Municipio di Strigno

## Storia
Il comune di Castel Ivano sorge in quella che in tempi medievali era la giurisdizione dell'omonimo castello e che comprendeva i paesi di Strigno, Spera, Villa Agnedo, Ivano Fracena, Samone, Bieno, Scurelle ed Ospedaletto. Il castello mantenne la sua centralità nel territorio fino alla metà del XIX secolo, quando lo sviluppo urbanistico e l'insediamento di diversi servizi pubblici fecero aumentare l'importanza dell'abitato di Strigno. Durante il periodo fascista i vari comuni della zona vennero aggregati proprio a Strigno, con le eccezioni di Bieno (incorporato a Pieve Tesino) e Ospedaletto (unito a Grigno); già nel 1947 tutti i comuni riacquistarono la propria autonomia.
La possibilità di una possibile fusione prese forza nel 2014 con la nascita di un apposito comitato, il cui obiettivo era quello di coinvolgere nel progetto tutti gli 8 comuni anticamente parte della giurisdizione del castello. A seguito di una campagna di raccolta firme e sentito il parere delle diverse amministrazioni, venne indetto un referendum solamente fra gli elettori dei comuni di Strigno, Spera e Villa Agnedo. La consultazione referendaria si tenne il 7 giugno 2015 con risultato positivo in tutti e 3 gli ex comuni. Con L.R. 11/2015 la Regione Trentino-Alto Adige dispose l'istituzione del nuovo ente con decorrenza dal 1º gennaio 2016.
Successivamente, il 20 marzo 2016, si tenne un ulteriore "doppio" referendum per la richiesta di incorporazione nel nuovo ente dei comuni di Ivano Fracena e Samone. Nel primo caso l'esito fu positivo mentre nel secondo fu negativo: con la L.R. 3/2016 venne disposta la fusione per incorporazione nel comune di Castel Ivano del contiguo territorio di Ivano Fracena, con decorrenza 1º luglio 2016.
Il 15 settembre 2017 l'ente regionale, su indicazione della Provincia autonoma di Trento, ha conferito al comune il titolo di "borgata" per meriti storici.

### Simboli
Lo stemma e il gonfalone sono stati approvati con deliberazione dalla Giunta provinciale del 16 novembre 2017 n. 1888 così come proposti dal Consiglio comunale con delibera n. 35 del 28 settembre 2017.
Stemma
Ornamenti: a destra una fronda d'alloro fogliata al naturale di venti foglie, fruttifera di sette bacche rosse a destra e sei bacche gialle a sinistra; a sinistra una fronda di quercia fogliata al naturale di ventuno foglie, ghiandifera al naturale di quindici ghiande, legate da un nastro rosso.»
(Art. 1 c. 4 dello Statuto comunale)
Gonfalone
(Art. 1 c. 5 dello Statuto comunale)

## Monumenti e luoghi d'interesse

### Architetture religiose
In quanto comune sparso nato da fusione di vari ex comuni e frazioni sul territorio sono presenti numerose chiese:
- Chiesa dell'Immacolata, parrocchiale a Strigno
- Cappella della Beata Maria Vergine di Loreto nel cimitero di Strigno
- Chiesa di Santa Agata a Tomaselli
- Chiesa di Santa Maria Assunta, parrocchiale a Spera
- Chiesa di Sant'Apollonia, chiesa cimiteriale risalente al XIII secolo nella frazione di Spera
- Chiesa dei Santi Fabiano e Sebastiano a Villa
- Chiesa di San Giuseppe a Ivano
- Chiesa di San Vendemiano a Fracena
- Chiesa della Madonna della Mercede ad Agnedo
- Cappella di San Giovanni Battista, nel castello
- Chiesetta Alpina del Monte Lefre
- Cappella dei Santi Bartolomeo apostolo e Lorenzo martire in località Primalunetta

### Architetture civili
- Fucina Zanghellini, nella frazione di Agnedo
- Latteria Sociale di Tomaselli
- Villa Adelia, nella frazione di Strigno
- Villa Franceschini, nella frazione di Villa
- Villa Prati, nella frazione di Agnedo

### Architetture militari
- Castel Ivano, edificio di epoca medievale
- Caserma Giuseppe De Gol, nella frazione di Strigno
- Fortificazioni della prima guerra mondiale sul Monte Lefre
- Resti del castello-torre della famiglia Castelrotto, nella frazione Tomaselli

## Società

### Evoluzione demografica
Abitanti censiti

## Cultura
Il comune di Castel Ivano è capofila dell'Ecomuseo della Valsugana, che intende valorizzare la cultura popolare e la memoria collettiva del territorio del comune, compresi quelli limitrofi di Scurelle, Bieno e Samone. La sede dell'ecomuseo è la Biblioteca intercomunale dedicata ad Albano Tomaselli.
Dal 2018, lungo i prati intorno al torrente Chieppena sotto il ponte di Villa, è stato inaugurato il Parco Pietre d'Acqua, nel quale ogni anno si aggiungono nuove sculture su massi di granito realizzate nell'ambito del simposio "Pietre d'Acqua" da scultori provenienti da tutt'Italia e dal Giappone.

## Geografia antropica

### Frazioni
Il comune di Castel Ivano è composto da 6 frazioni:
- Strigno, sede comunale
- Spera
- Ivano Fracena
- Agnedo, frazione dell'ex comune di Villa Agnedo
- Villa, frazione dell'ex comune di Villa Agnedo
- Tomaselli, frazione dell'ex comune di Strigno

### Località
Oltre alle frazioni, nel comune sono presenti anche alcune località, non riconosciute come frazioni anche dagli ex comuni:
- Barricata, località dell'ex comune di Villa Agnedo
- Oltrebrenta, località dell'ex comune di Villa Agnedo
- Torgheli, località dell'ex comune di Spera
- Latini, località dell'ex comune di Strigno
- Lupi, località dell'ex comune di Strigno
- Pellegrini, località dell'ex comune di Strigno
- Castrozze, località dell'ex comune di Strigno
- Primalunetta, località in quota dell'ex comune di Spera, non abitata stabilmente ma utilizzata per l'alpeggio e la villeggiatura con seconde case

## Infrastrutture e trasporti

### Strade
Il fondovalle è attraversato dalla Strada statale 47 della Valsugana, che collega Trento a Padova. Dalla SS 47 parte, in località Barricata, la Strada provinciale 78 che permette di raggiungere l'Altopiano del Tesino e il Passo Brocon.

### Ferrovie
Parallea alla SS47 è presente la Ferrovia Trento-Venezia, che collega Trento con Bassano del Grappa e la pianura veneta. La stazione di riferimento è la stazione di Strigno.

### Ciclopista
Sempre in fondovalle si snoda anche la Ciclopista della Valsugana, dalla quale si dirama anche una bretella che congiunge i paesi che si sviluppano sul crinale nella sinistra orografica del Brenta.

## Amministrazione
| Periodo         | Periodo         | Primo cittadino   | Partito      | Carica                  | Note   |
| --------------- | --------------- | ----------------- | ------------ | ----------------------- | ------ |
| 1º gennaio 2016 | 6 novembre 2016 | Giorgio Boneccher | -            | Commissario prefettizio | [ 13 ] |
| 6 novembre 2016 | in carica       | Alberto Vesco     | lista civica | Sindaco                 | [ 14 ] |

## Sport

### Impianti sportivi
- Centro sportivo di Villa Agnedo
- Palestra di arrampicata di Agnedo
- Piscina comunale di Strigno
- Poligono di tiro di Strigno

## Parco industriale
La zona industriale di Castel Ivano ha favorito la nascita di numerose realtà imprenditoriali che oggi rivestono un ruolo di grande importanza nel contesto regionale del Trentino Alto-Adige.
- Finstral
- La bottega del rifugio crucolo
- Eurobrico
- Xlam Dolomiti
- MEC